# إيان بلاير
كان إيان سيدريك أودلي بلاير الحاصل على وسام الخدمات الجديرة بالتقدير (15 مارس 1927 - 30 نوفمبر 2014) أحد دعاة الحفاظ على البيئة في جنوب إفريقيا.

## سيرته
وُلد بلاير في جوهانسبرغ، وتلقى تعليمه في كلية سانت جون، جوهانسبرغ، اتحاد جنوب إفريقيا وخدم في الفرقة المدرعة السادسة الملحقة بالجيش الأمريكي الخامس في إيطاليا 1944-1946.
بدأت مسيرة بلاير في مجال الحفاظ على البيئة مع مجلس حدائق ناتال في عام 1952، وأثناء عمله مع رقابة يومفولوزي لحفظ الطرائد Warden of the Umfolozi Game Reserve، قاد مبادرتين رئيسيتين:
- حملة وحيد القرن - التي أنقذت السلالة الجنوبية القليلة المتبقية من وحيد القرن الأبيض.
- تشريع صون لمنطقتي يومفولوزي وسانت لوسيا (المعروفة الآن باسم موقع التراث العالمي لمنتزه iSimangaliso Wetland Park) - أول المناطق البرية يتم تخصيصها في جنوب إفريقيا والقارة الأفريقية.

كان بلاير قد أسس مدرسة القيادة البرية، التي لا تزال تدير المسارات البرية الأصلية حتى يومنا هذا.
أدى ذلك إلى تشكيل مؤسسة البرية ومؤسسة برية جنوب إفريقيا، ومؤسسة برية الممكلة المتحدة ومؤسسة مَغْكوبو نتومبيلا Magqubu Ntombela، ناهيك عن مؤتمرات عالم البراري، التي عقدت لأول مرة في عام 1977.
في عام 2004، تعاون بلاير مع سارة كولينز، وهي رائدة أعمال والناشطة في مجال حقوق المرأة، لإنشاء "استرجاع المستقبل". كان الهدف هو إغراء التيار الرئيسي لشباب جنوب إفريقيا في هذه الساحة للحفاظ على الحياة البرية. جمعت "استرجاع المستقبل" الأموال من خلال بيع ديدان الأرض، وزراعة الخضروات وبيعها في أسواق المزارعين. من خلال إنشاء مجموعات للشباب الذين كانوا قادرين على الابتكار والارتقاء بالمفهوم في مجتمعاتهم في جنوب إفريقيا.
من بين العديد من الأوسمة والجوائز، حصل بلاير على وسام فارس من السفينة الذهبية وسام الخدمة الجديرة بالتقدير (أعلى جائزة مدنية في جمهورية جنوب إفريقيا). حصل على درجتي دكتوراه الفخرية من:
- دكتوراه في الفلسفة، مرتبة الشرف من جامعة ناتال.
- دكتوراه في القانون(LLD) (h.c.) من جامعة رودس.[3]

توفي بلاير في 30 نوفمبر 2014 بسبب سكتة دماغية. كان شقيقه غاري بلاير لاعب غولف محترف.